# 约瑟夫·列纳尔特
约瑟夫·列纳尔特（捷克語：Jozef Lenárt，1923年4月3日—2004年2月11日），捷克斯洛伐克共产党中央主席团委员、中央书记，捷克斯洛伐克总理、斯洛伐克中央第一书记。2004年在布拉格去世。

## 生平
1923年，出生于利普托夫斯基米库拉什的工人家庭。
1939年，光明鞋厂工作。
1943年，加入捷克斯洛伐克共产党。
1944年，参加斯洛伐克民族起义。
1945年，任斯洛伐克共产党光明鞋厂基层组织的书记。
1946年，任斯共波普拉德地区委员会第一书记。
1947年，在斯共中央工作。
1950年，任帕蒂赞斯克区8·29厂的企业经理。
1950年，任斯共中央委员。
1951年，任捷克斯洛伐克政府轻工业部副部长。
1953年，在莫斯科苏共中央高级党校学习。
1956年，任斯共布拉迪斯拉发州委第一书记。
1957年，任斯共中央委员。
1958年，任斯共中央书记。
1958年，为捷共中央委员。
1960年，为斯共中央主席团委员、捷克斯洛伐克国民议会议员。
1962年，任斯洛伐克民族议会主席、捷共中央主席团委员。
1963年，任捷克斯洛伐克政府总理。
1968年，为捷共中央主席团候补委员、捷共中央书记处书记。4月，任捷共中央意识形态委员会主席。
1969年，为联邦议会人民院议员。5月，任捷共中央国民经济委员会主席。
1970年，为捷共中央主席团委员、斯洛伐克共产党中央主席团委员、中央第一书记兼斯洛伐克工人纠察队司令员。
1971年，任捷克斯洛伐克民族阵线中央委员会副主席。3月，为斯洛伐克民族阵线中央委员会主席。11月，为斯洛伐克民族议会议员。12月，为联邦议会主席团委员。
1989年，被免去一切职务。
1990年，被开除党籍。
1992年，被指控犯有“叛国”罪，1968年8月邀请华约入侵捷克斯洛伐克，镇压“布拉格之春”的领导人之一。
2002年，因证据不足，“叛国”罪名不成立。
2004年，病逝于布拉格。

## 荣誉
- 社会主义劳动英雄荣誉称号及金星奖章（1983年3月21日）[3]
- 克莱门特·哥特瓦尔德勋章（1983年3月21日）[4]
- 胜利的二月勋章（1973年2月20日）[5]
- 共和国勋章（1973年3月28日）[6]